# Mniophila muscorum
Mniophila muscorum là một loài bọ cánh cứng trong họ Chrysomelidae. Loài này được Koch miêu tả khoa học năm 1803.

## Hình ảnh

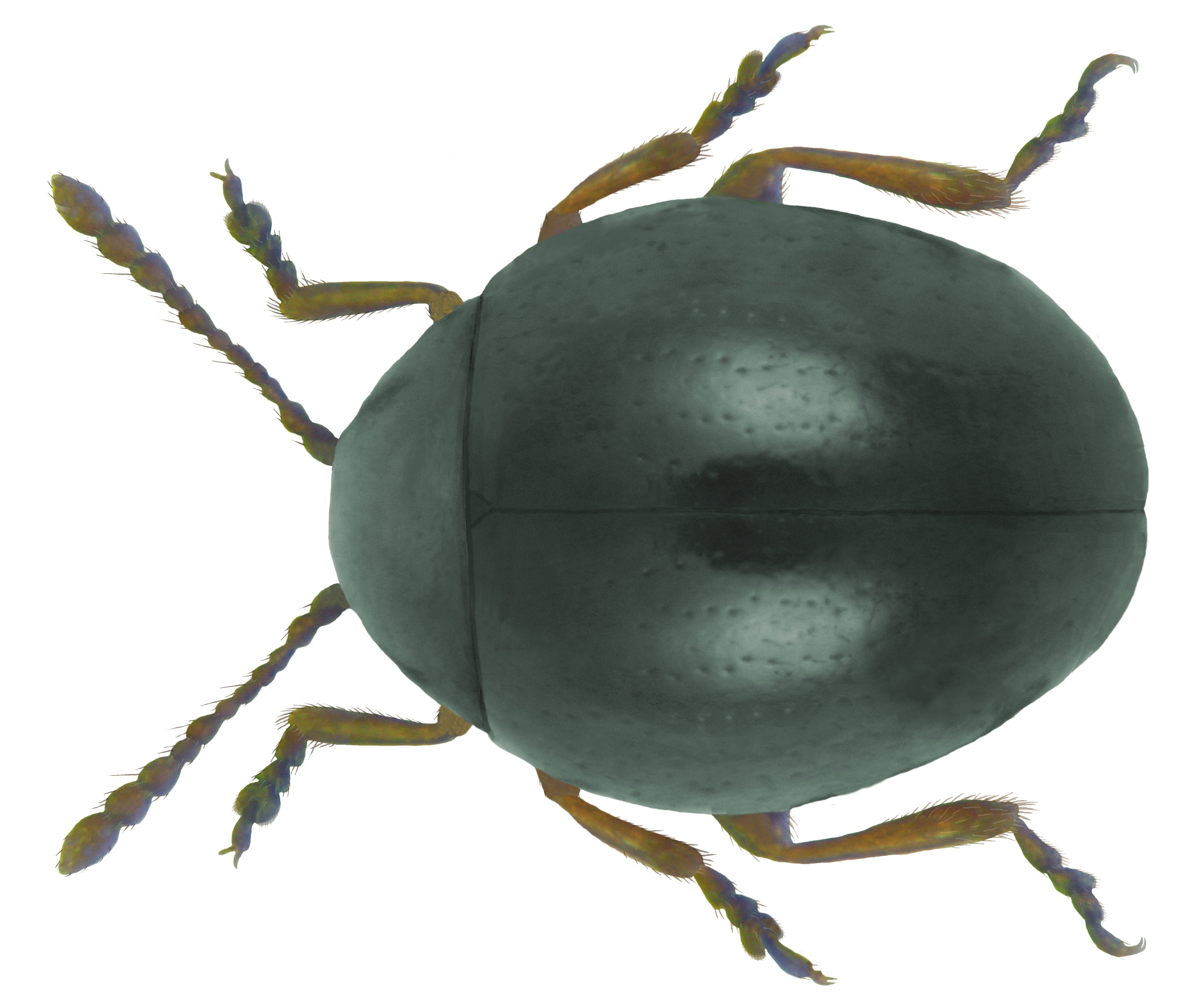